# ノルウェージャン・プリマ
ノルウェージャン・プリマ（Norwegian Prima）は、NCL（ノルウェージャン・クルーズ・ライン）が運航しているクルーズ客船。
プリマとはイタリア語でファースト（first）の意。

## 概要
NCLは2017年に「プロジェクト・レオナルド」として新型客船4隻（+オプション2隻）を発注した。
本船はその新型プリマ・クラスの1番船として、イタリアのフィンカンティエリ社マルゲラ工場で建造され、2022年7月29日に引き渡された。
船価は8億5千万ドル。
船体アートはイタリア人ストリートアーティストのマニュエル・ディ・リタ（通称ピータ）がデザインしたもので、NCL客船としては初めて船の前方上部にまで描かれている。
8月27日にレイキャビクで行われた命名式にて、ケイティ・ペリーによって命名され、9月3日にアムステルダム発コペンハーゲン着の北欧クルーズでデビューした。
以降、夏期はカリブ海、冬期は北欧で就航。
また、同型の2番船が2023年に建造された。

## 同型船
- 2番船　「ノルウェージャン・ヴィヴァ（Norwegian Viva）」

2023年8月3日竣工。
この他、拡大型の3～6番船が、2025～2027年に竣工予定。